# UFC 69
UFC 69: Shootout（ユーエフシー・シックスティナイン：シュートアウト）は、アメリカ合衆国の総合格闘技団体「UFC」の大会の一つ。2007年4月7日、テキサス州ヒューストンのトヨタセンターで開催された。
本大会はUFC初のテキサス州興行であり、メインイベントではジョルジュ・サンピエール対マット・セラのウェルター級タイトルマッチが行われた。

## 大会概要
メインイベントのウェルター級タイトルマッチでは、The Ultimate Fighterシーズン4ウェルター級トーナメントを勝ち残り王座挑戦権を獲得したベテランのマット・セラが下馬評を覆し、王者ジョルジュ・サンピエールをTKOで下し第7代世界ウェルター級王者となった。
プロデビュー以来17連勝中であったディエゴ・サンチェスは、ジョシュ・コスチェックに0-3の判定負けでキャリア初黒星を喫した。
また、日本の岡見勇信は地元出身のマイク・スウィックを判定で破り、UFC4連勝を果たした。
試合間のインターバル中に元PRIDEヘビー級王者アントニオ・ホドリゴ・ノゲイラがオクタゴンに登場し、UFC参戦を正式に表明した。

### カード変更
当初ロジャー・ウエルタと対戦予定であったアルヴィン・ロビンソンが欠場し、替わってレオナルド・ガルシアが出場した。

## 試合結果

### プレリミナリィカード
第1試合 ウェルター級 5分3R
○  ルーク・クモ vs.  ジョシュ・ヘインズ ×
2R 2:45 KO（右フック）
第2試合 ウェルター級 5分3R
○  マーカス・デイヴィス vs.  ピート・スプラット ×
2R 2:57 アキレス腱固め
第3試合 ミドル級 5分3R
○  ターレス・レイチ vs.  ピート・セル ×
3R終了 判定3-0（30-27、30-27、30-27）
第4試合 ヘビー級 5分3R
○  ヒース・ヒーリング vs.  ブラッド・アイムス ×
3R終了 判定3-0（30-27、30-27、30-27）

### メインカード
第5試合 ミドル級 5分3R
○  ケンドール・グローブ vs.  アラン・ベルチャー ×
2R 4:22 ダースチョーク
第6試合 ミドル級 5分3R
○  岡見勇信 vs.  マイク・スウィック ×
3R終了 判定3-0（29-28、29-28、30-27）
第7試合 ライト級 5分3R
○  ロジャー・ウエルタ vs.  レオナルド・ガルシア ×
3R終了 判定3-0（30-27、30-27、30-27）
第8試合 ウェルター級 5分3R
○  ジョシュ・コスチェック vs.  ディエゴ・サンチェス ×
3R終了 判定3-0（30-27、30-27、30-27）
第9試合 UFC世界ウェルター級タイトルマッチ 5分5R
○  マット・セラ vs.  ジョルジュ・サンピエール ×
1R 3:25 TKO（レフェリーストップ：右フック→パウンド）
※セラが王座獲得に成功。

### 各賞
ファイト・オブ・ザ・ナイト： ロジャー・ウエルタ vs. レオナルド・ガルシア
ノックアウト・オブ・ザ・ナイト： マット・セラ
サブミッション・オブ・ザ・ナイト： ケンドール・グローブ
各選手にはボーナスとして30,000ドルが支給された。